# Siurac
Siurac (en francès Sieurac) és un municipi francès situat al departament del Tarn i a la regió d'Occitània.

## Demografia
| 1962                                       | 1968 | 1975 | 1982 | 1990 | 1999 | 2007 |
| ------------------------------------------ | ---- | ---- | ---- | ---- | ---- | ---- |
| 125                                        | 155  | 151  | 162  | 184  | 172  | 201  |
| Des de 1962: població sense dobles comptes |      |      |      |      |      |      |

## Administració
| Període   | Identitat           | Partit |
| --------- | ------------------- | ------ |
| 2001-2008 | Jean Daniel Lugagne |        |
| 2008-     | Régis Amiel         |        |